# Willy Andergassen
Willy Andergassen (* 7. Dezember 1922 in Südtirol, Italien; † 13. Juli 2001 in Casal Palocco – Rom, Italien) war ein italienischer Künstler.

## Berufliche Tätigkeit
Mit zwanzig Jahren nahm Andergassen als Pilot am Zweiten Weltkrieg teil. Nach 1945 war er bei der neu gegründeten L.A.I. (Linee Aree Italiane) beschäftigt. Durch berufliche Leistung und Erfolg erreichte er bei der Alitalia den Rang Kommandant des Jumbojets (Boeing 747).

## Künstlerische Tätigkeit
In seiner Freizeit begann er sich für eine andere grenzenlose Welt zu interessieren. Sein großes Interesse galt der Welt unter dem Mikroskop. In den 1960er Jahren richtete er sich in der Nähe von Rom ein technisch perfekt ausgerüstetes Gemmologie-Fotografie-Atelier ein.
Durch künstlerische Fotografie versuchte er, die außergewöhnliche Ästhetik kostbarer Edelsteine zu verewigen. Er versuchte die Steine von ihrer Innenwelt her aufzunehmen. Dies war eine neue Perspektive der Fotografie. Durch seine Fotokunst versuchte er Wissenschaft und Ästhetik miteinander zu verbinden.
Aus künstlerischer Perspektive erscheinen die Fotografien als Ausdruck einer magisch-allegorischen Welt, die reich an Farben und Formen sind. Durch den kreativen Umgang mit dem Mikroskop konnte er den versteckten Mikrokosmos, der im Inneren der Edelsteine lag, auf Papier bannen. Sein künstlerischer Ausdruck und konsequenter Stil seiner Aufnahmen bleiben einzigartig.

## Medien
Teodoro Mercuri (Regie), Willy Andergassen (Text): Edelsteine und ihr Innenleben, Heidelberg (u. a.) 1995, VHS, 29 Min, ISBN 3-86025-814-1.

Andergassen, Willy: Caratteristiche interne delle gemme, Cavalese 1996.